# Donacaula phaeopastalis
Donacaula phaeopastalis là một loài bướm đêm trong họ Crambidae.